# Super Bowl XVI
El Super Bowl XVI fue el nombre que se le dio al partido de fútbol americano que definió al campeón de la temporada 1981-82 de la NFL. El partido se disputó el 24 de enero de 1982 en el estadio Pontiac Silverdome de la ciudad de Pontiac, Michigan. Enfrentó al campeón de la AFC los Cincinnati Bengals y al campeón de la NFC los San Francisco 49ers. El título quedó en manos de los de California, siendo su primer título de campeón de Super Bowl.

## Resumen del partido

### Primer cuarto
Los Bengals tuvieron la primera oportunidad de anotar al principio del juego. Después de regresar la patada inicial 17 yardas, Amos San Francisco Lorenzo fue alcanzado por el apoyador de los Bengals Frazier Guy y perdió el balón en su propia línea de 26 yardas (la primera vez en un Super Bowl que un volumen de negocios se llevó a cabo en el tiro de apertura), donde John Simmons recuperado para Cincinnati. El quarterback Ken Anderson, a continuación, comenzó la unidad con una terminación para el receptor abierto Isaac Curtis para 8 yardas, y lo siguió con un pase de 11 yardas al ala cerrada Dan Ross. Carrera de 2 yardas fullback Pete Johnson trasladó la bola a la línea de 5 yardas. Sin embargo, Anderson lanzó un pase incompleto en primero y, a continuación, fue saqueada por el ala defensiva Jim Stuckey en segundo intento de una pérdida de 6 yardas. Enfrentando la tercera oportunidad, Anderson intentó conectar con Curtis en la zona de anotación, pero los 49ers de seguridad Dwight Hicks interceptó el balón en la yarda 5 y lo regresó 27 yardas hasta la 32.
A partir de ahí, el quarterback Joe Montana llevó a la ofensiva de los 49ers a la línea de Cincinnati de 47 yardas con tres pases completos consecutivos. A continuación, los 49ers realizaron una falsa inversa - jugar pulgas parpadeo que participan el receptor Freddie Salomón y terminó con Montana completar un pase de 14 yardas al ala cerrada Charle jóvenes en los 33. Tres obras en ejecución y finalización de 14 yardas de Montana a Salomón movió el balón a la línea de 1 yarda. Por último, Montana obtuvo a partir de ahí un mariscal de campo de 1 yarda, lo que San Francisco una ventaja de 7-0.

### Segundo cuarto
Los Bengals amenazaron con marcar pronto en el segundo trimestre, cuando avanzaron a través de la línea de San Francisco de 30 yardas. Pero después de atrapar un pase de 19 yardas de Anderson en la línea de 5 yardas, el receptor Cris Collinsworth perdió un balón, mientras que está abordando los 49ers back defensivo Eric Wright. Después de recuperar el balón, llevó a los 49ers a un Super Bowl registrar 92 yardas, anotando en un pase de 10 yardas desde Montana hasta el fullback Earl Cooper, aumentando su ventaja a 14-0. La obra de Cooper anotó no había sido llamado por Bill Walsh durante 2 años. Cooper salto, pico de celebración de la Copa después de anotar se convirtió en la foto de Sports Illustrated utilizado para la cubierta después de los partidos.
Con poco más de 4 minutos por jugar en el medio, llevar a los 49ers de Montana en otra unidad de puntuación. En primer lugar, completó un pase de 17 yardas al receptor Dwight Clark en la línea de Cincinnati de 49 yardas. Entonces, el corredor Ricky Patton corrió dos veces, adelantó el balón a la línea de 39 yardas. junto Montana dos terminaciones de Clark y Salomón movió el balón a la línea de 5 yardas. Pero entonces Montana lanzó dos pases incompletos recta, lo que obligó a los 49ers que conformarse con el objetivo pateador Ray Wersching de campo de 22 yardas para aumentar su ventaja a 17-0.
Con tan sólo 15 segundos por jugarse en el medio, que siguió Ray Wersching la falta petardo fue muffed por Bengals corredor Archie Griffin, y los 49ers recuperaron el balón en la línea de los Bengals de 4 yardas. De acuerdo a la película de relieve de la NFL para el juego, los 49ers habían descubierto Wersching capacidad de utilizar eficazmente el petardo durante el partido de la temporada 1981, cuando una lesión en la pierna le impidió totalmente alimentación en el fútbol. Una salida en falso contra la pena de San Francisco les impidió intentar anotar un touchdown, pero Wersching pateó un gol de campo de 26 yardas, el aumento de ventaja de los 49ers, 20-0, que fue la ventaja más grande de medio tiempo en la historia del Super Bowl de esa fecha.

### Tercer cuarto
Después de recibir la patada inicial de la segunda mitad, los Bengals llevaron 83 yardas en nueve jugadas, anotando en un touchdown de 5 yardas de Anderson para reducir el déficit de 20-7. Esto pareció encender la defensa de Cincinnati, que limita a los 49ers a sólo 8 obras de teatro y 4 yardas ofensivas para el tercer trimestre completo.
Más tarde, en el trimestre, de 17 yardas Bengals defensivo Mike Fuller regreso de patada de despeje dio a los Bengals el balón en el centro del campo. Dos sanciones y un saco de 4 yardas empujado de nuevo a su propia 37, pero en tercera oportunidad, la recepción de 49 yardas de Collinsworth de Anderson movió el balón la línea de San Francisco de 14 yardas. Johnson, posteriormente convertido con éxito en una carrera de cuarto abajo, dando a los Bengals un primero y diez en la línea de 3 yardas. En ese juego, los 49ers sólo había 10 jugadores en el campo debido a LB Keena Turner, que estaba gravemente enferma con la varicela durante la semana del Super Bowl, se perdió una llamada a entrar en el juego.
El primer intento, Johnson llevó a la línea y ha ganado dos metros abajo de la línea 49ers de 1 yarda. Los Bengals luego trató de correr Johnson en la línea en segundo intento, pero perdió una yarda cuando un pico de carga impedido a los Bengals de establecer un plan de hasta el medio de bloqueo. El receptor de Cincinnati David Verser también se perdió un bloqueo audible por Anderson. En tercer intento, 49ers apoyador Dan Bunz hecho probablemente la jugada clave defensiva del juego. Anderson falsa a Johnson y lanzó un golpe a pasar el corredor Charles Alexander, que fue aislado en Bunz. Bunz, sin embargo, acorralados Alexander en la línea de golpeo en un campo abierto frente y le impedían llegar a la zona de anotación. Destaca mostró que Alejandro tenía que haber entrado en la zona de anotación antes de hacer su corte y su vuelta a principios impidió un pase de touchdown.
En lugar de intentar un gol de campo en cuarta oportunidad, los Bengals enviado Johnson en el centro de la línea por última vez. Pero San Francisco apoyadores Dan Bunz, Jack «Sierra» de Reynolds y el esquinero Ronnie Lott, le abordó sin ganancia, dándole la pelota de nuevo a los 49ers.

### Cuarto cuarto
Los 49ers sólo ganaron 8 yardas en su disco posterior, y los Bengals recibieron el balón de nuevo después de recibir 44 Jim Miller patada de despeje en el patio de su propia línea de 47 yardas. Aprovechando su gran posición de campo inicial, los Bengals marcharon 53 yardas en siete jugadas y anotó un touchdown en un pase de 4 yardas de Anderson a Ross. Con el marcador, el déficit se redujo a 20-14 con 10:06 por jugarse en el cuarto.
Pero los 49ers respondieron con una de 50 yardas y 9-juego que se llevó a 4:41 del reloj, e incluyó pase de 22 yardas de Montana al receptor Mike Wilson y 7 jugadas consecutivas en ejecución. Recepción de Wilson era una obra de Bill Walsh diseñado específicamente para el Super Bowl que se capitalizan en hacer de los Bengals una cobertura de largo plazo sobre Wilson en cualquier momento corrió una ruta pasan más de 20 metros; Wilson simplemente corrió 25 yardas hacia fuera y luego se corta de nuevo a recibir precisión de Montana pasar. Wersching puso fin a la unidad con un gol de campo de 40 yardas para darle a San Francisco una ventaja de 23-14 con sólo 5 minutos para el final.
En la jugada Bengals por primera vez después de recibir la patada inicial  posterior, Wright interceptó un pase de Anderson. Después de regresar la intercepción 25 yardas, Wright perdió el balón mientras está abordando Bengals guardia Montoya Max, pero San Francisco el linebacker Willie Harper recuperó el balón en la línea de los Bengals de 22 yardas.
Los 49ers después corrió el balón en cinco juegos consecutivos, teniendo tres minutos fuera de hora, para avanzar a la línea de Cincinnati de 6 yardas. Wersching luego pateó su cuarto gol de campo para aumentar la ventaja a los 49ers 26-14 con menos de 2 minutos para el final del juego. 4 Wersching de goles de campo empató un récord del Super Bowl establecidos por los Empacadores de Green Bay pateador Don Chandler en el Super Bowl II. Debido a sus cuatro goles de campo y la puntuación de cerca, este es el único Super Bowl en el que el equipo perdedor anotó más touchdowns que el equipo ganador (Cincinnati 3, San Francisco, 2).
Anderson completó seis pases consecutivos en los Bengals posterior disco, el último un pase de touchdown de 3 yardas a Ross, para poner el marcador 26-21, pero con menos de 20 segundos por jugarse en el juego. Los Bengals intentaron una patada corta, pero Clark recuperó el balón para los 49ers, permitiendo que San Francisco a correr el reloj para ganar el juego.

### Resumen de anotaciones
Primer cuarto
- SF - TD: Joe Montana 1 yarda corrió ( P.E. Ray Wersching) 7-0

SF
Segundo cuarto
- SF - TD: Earl Cooper Pase de 11 yardas de Joe M. (P.E. Ray Wersching) 10-0 SF
- SF - GC: Ray Wersching 22 yardas 17-0 SF
- SF - GC: Ray Wersching 26 yardas 20-0 SF

Tercer cuarto
- CIN - TD: Ken Anderson 5 yardas corrió (P.E. Jim Breech) 20-7 SF

Cuarto cuarto
- CIN - TD: Dan Ross Pase de 4 yardas de Ken A. (P.E. Jim Breech) 20-14 SF
- SF - GC: Ray Wersching 40 yardas 23-14 SF
- SF - GC: Ray Wersching 23 yardas 26-14 SF

### Alineaciones
| San Francisco                      | OFENSIVA | Cincinnati        |
| ---------------------------------- | -------- | ----------------- |
| Freddi Solomon                     | WR       | Isaac Curtis      |
| Dan Audick                         | LT       | Anthony Munoz     |
| John Ayers                         | LG       | Dave Lapham       |
| Fred Quillan                       | C        | Blair Bush        |
| Randy Cross                        | RG       | Max Montoya       |
| Keith Fahnhorst                    | RT       | Mike Wilson       |
| Charle Young                       | TE       | Dan Ross          |
| Dwight Clark                       | WR       | Cris Collinsworth |
| Joe Montana                        | QB       | Ken Anderson      |
| Earl Cooper (futbolista americano) | FB       | Pete Johnson      |
| Ricky Patton                       | RB       | Charles Alexander |

| San Francisco      | DEFENSIVA | Cincinnati      |
| ------------------ | --------- | --------------- |
| Dwaine Board       | LE        | Eddie Edwards   |
| Jim Stuckey        | LDT-NT    | Wilson Whitley  |
| Archie Reese       | RDT-RE    | Ross Browner    |
| Fred Dean          | RE-LOLB   | Bo Harris       |
| Bobby Leopold      | LOLB-LILB | Glenn Cameron   |
| Jack Reynolds      | MLB-RILB  | Jim LeClair     |
| Keena Turner       | ROLB      | Reggie Williams |
| Ronnie Lott        | LCB       | Louis Breeden   |
| Eric Wright        | RCB       | Ken Riley       |
| Carlton Williamson | SS        | Bobby Kemp      |
| Dwight Hicks       | FS        | Bryan Hicks     |

- Datos: Q912929
- Multimedia: Super Bowl XVI / Q912929